# Бронзова манатарка
Бронзова манатарка (Boletus aereus) или бронзовка е вид базидиева гъба от семейство Манатаркови (Boletaceae).

## Наименование
Гъбата носи епитета „бронзова“ заради специфичния оттенък, който има.
Известна е под имената:
- Bronze bolete (английски)
- Cèpe bronzé, Tête-de-nègre (френски)
- Kiefern-Steinpilz (немски)
- Porcino nero (италиански)
- Боровик бронзовый (руски)

## Описание

### Шапка
Отначало полукълбовидна, после се изправя до плоска. Тъмносиво-кафява до почти черна, често с ръждиви или охрени петна. Суха, матова и гладка, понякога неравна или напукана. Обикновено расте до 20 cm в диаметър, но някои екземпляри достигат и повече.

### Тръбички
Отначало бели, после постепенно пожълтяват. Порите са ситни, оцветени като тръбичките. Не посиняват при натиск.

### Пънче
Отначало яйцевидно, после бухалковидно с широка основа. Покрито с белезникава до кафеникава мрежа. Фонът е обикновено канеленокафяв, но в някои случаи е по-светъл.

### Месо
Бяло и плътно и не променя цвета си. Има приятна миризма на манатарка.

## Разпространение и местообитание
Расте единствено в широколистни гори, с дъб (Quercus), бук (Fagus) и кестен (Castanea). Предпочита топли и редки гори на ниска до средна надморска височина. Среща се от края на пролетта до есента – в периода май-октомври. Често срещан вид.

## Приложение
Ядлива гъба с приятен вкус.
Въз основа на анализи на плодови тела, събрани в Португалия, има 367 ККал на 100 грама бронзова манатарка (като сухо тегло). Съставът на макронутриентите от 100 грама изсушена гъба включва 17,9 грама протеин, 72,8 грама въглехидрати и 0,4 грама мазнини. Теглото на пресни плодове е около 92% вода. Преобладаващата захар е трехалоза (4,7 грама на 100 грама сухо тегло; всички следващи стойности приемат тази маса), с по-малки количества манитол (1,3 грама). Има 6 грама токофероли, по-голямата част от които е витамин Е и 3,7 грама аскорбинова киселина.

## Двойници
Бронзовата манатарка се бърка с други ядливи манатарки с бяло непосиняващо месо. В същите гори расте и дъбовата манатарка (Boletus reticulatus), която има кафява шапка с характерни пукнатини по нейната повърхност. Обикновената манатарка (Boletus edulis) е с още по-светла шапка, особено по периферията. Борова манатарка (Boletus pinophilus) обикновено расте на големи височини в иглолистни гори и притежава червено-кафява до винена шапка.